# Louis Couperin
Louis Couperin (Chaumes-en-Brie, ca. 1626 – Parijs, 29 augustus 1661) was een Franse componist van voornamelijk orgel- en klavecimbelmuziek. Uit Évrard Titon du Tillets aantekening in diens Le Parnasse françois dat Couperin in zijn 35e levensjaar overleed is af te leiden dat hij ca. 1626 werd geboren. Hij en zijn neef François, bijgenaamd 'Le Grand', waren de beroemdste leden van de componistenfamilie Couperin.

## Jeugd en carrière
Louis Couperin werd in Chaumes-en-Brie ten zuidoosten van Parijs geboren; over zijn leven voor zijn 23e is weinig bekend. Hij wordt in een tweetal doorsneedocumenten genoemd (peetvaderschap in 1639, notariële acte in 1641) en bekend is dat hij klerk was, eerst in Chaumes (1645), later in het nabijgelegen Beauvoir. Over zijn muzikale vorming is evenmin iets bekend, maar wel dat hij de al regels van het componeren kende rond 1650. Het is eveneens aan Titon du Tillet te danken dat wij nu weten hoe de start verliep van een van de belangrijkste dynastieën van componisten en musici. In 1650 of 1651 brachten de gebroeders Couperin – Louis, François (bijgenaamd l'Ancien) en Charles – met enkele vrienden een serenade in het kasteel van Chambonnières op de naamdag, 25 juli, van diens bewoner, de componist Jacques Champion de Chambonnières (1602-1672), de grondlegger van de Franse klavecimbelschool. Deze was van de prestaties zeer gecharmeerd en introduceerde de violist en componist van het werk, Louis, in Parijs aan het hof. Het is waarschijnlijk dat De Chambonnières Couperin les heeft gegeven: een mooi contrast tussen de op vorm gerichte Chambonnières en de meer op temperament gerichte Couperin.

## Invloeden, ontwikkeling en belang

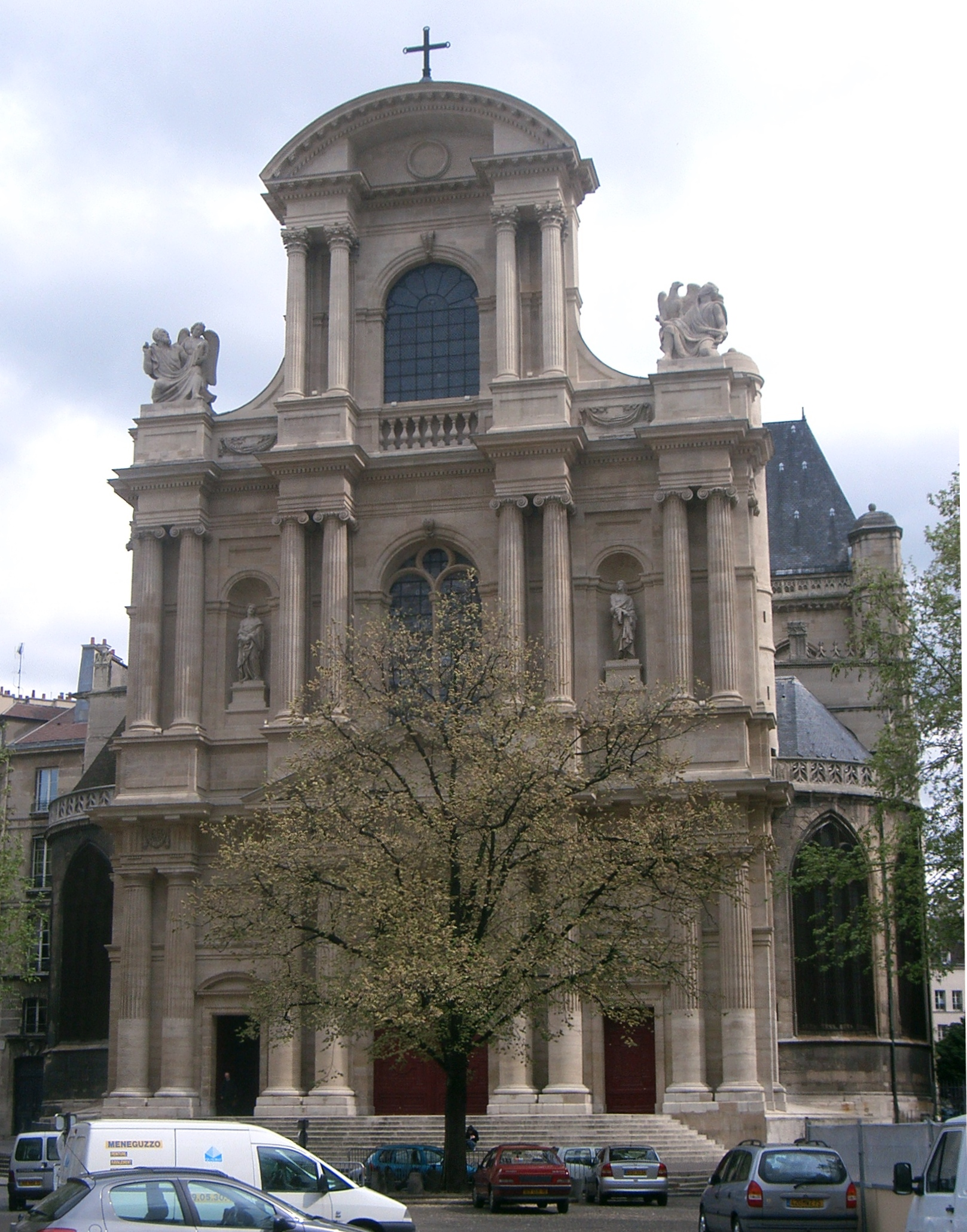
Saint-Gervais te Parijs

In de periode van 1651 tot zijn dood, slechts tien jaar later, heeft hij een uniek stempel gedrukt op de barokmuziek, in het bijzonder op de Franse. In deze periode componeerde hij een tweehonderd werken voor klavecimbel, orgel en viola da gamba en ensemble. Op 9 april 1653 trad hij als organist in dienst van de Saint-Gervais-Saint-Protais te Parijs, een van de belangrijkste en bestbetaalde banen in Parijs. Daar maakte hij tevens naam als klavecinist. Tussen juli 1656 en november 1658 was Couperin in Meudon, mogelijk in dienst van de staatsman en diplomaat Abel Servien, de markies de Sablé et de Boisdauphin, graaf van La Roche des Aubiers. Voor 1659 is er een vermelding van zijn aanwezigheid in Toulouse, misschien met het hof.
Hij trad in koninklijke dienst als ordinaire de la musique de la chambre voor de 'viole', de viola da gamba, en speelde mee in een viertal balletten: Psyché (1656), L'amour malade (1657), Les plaisirs troublés (1657) en La raillerie (1659). De functie van gambist zou volgens Titon du Tillet speciaal voor hem zijn gecreëerd omdat Couperin geweigerd had De Chambonnières te vervangen als klavecinist, die zijn ambt moest neerleggen omdat hij geen basso continuo kon leiden. Het is opmerkelijk dat zijn belangrijkste werken voor het klavecimbel zijn, terwijl zijn werk op het terrein van het orgel en de gamba lag. Er zijn maar weinig werken voor strijkinstrumenten van Couperin bekend.
De invloeden van de tien jaar oudere Johann Jakob Froberger, die de improvisatie-stijl van zijn leraar Frescobaldi voortzette, zijn duidelijk, hoewel hun ontmoeting niet uit geschriften blijkt en het dus niet echt zeker is dat ze elkaar hebben ontmoet. Bekend is dat Froberger Parijs minstens één keer bezocht aan het begin van de jaren vijftig van de 17e eeuw, dat Froberger een eigen eigen gepassioneerde geïmproviseerde stijl had, temperamentvol en zeer persoonlijk, die men 'live' moest horen en dat Couperin een prelude schreef met de titel Prelude à l'imitation de Mr. Froberger, waarin hij citeert uit Frobergers bekendste toccata. Froberger, Duits componist maar Italiaans geschoold en ingevoerd in de Franse klavierstijl, was de drie stijlen van klaviermuziek volkomen meester: geïmproviseerde toccata's in de stijl van Girolamo Frescobaldi, danssuites in de 'traditionele' stijl en contrapuntische fantasieën op de oude polyfonische manier. Beide schreven zij een tombeau, een muzikaal 'grafschrift', voor Mr. De Blancrocher, een beroemd luitist die bij een val van de trap om het leven kwam, beide Tombeau pour Mr. de Blancrocher genaamd (het werk van Froberger eindigt met een zeer snelle suggestief neerwaartse tonenreeks).
Met de leiding van De Chambonnières en met Froberger als inspirator groeiden Couperins muzikale gaven enorm. Op zijn beurt is hij de componist die de Franse stijl tot hoge bloei bracht: goed gekarakteriseerde dansstukken, doordacht contrapunt en preludes non mesurés als een Franse versie van de Italiaanse toccata's. Een prélude non mesuré is een muziekstuk, afkomstig uit de luitliteratuur, waarbij de maatdelen zijn weggelaten en het aan het muzikale inzicht, de goede smaak en de stemming van de uitvoerder wordt overgelaten hoe hij de prelude uitvoert.

## Oeuvre

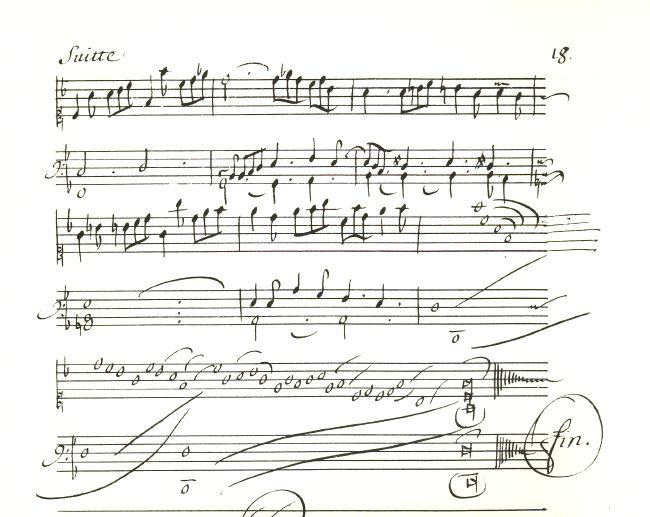
Prélude non mesuré (Bauyn-manuscript)

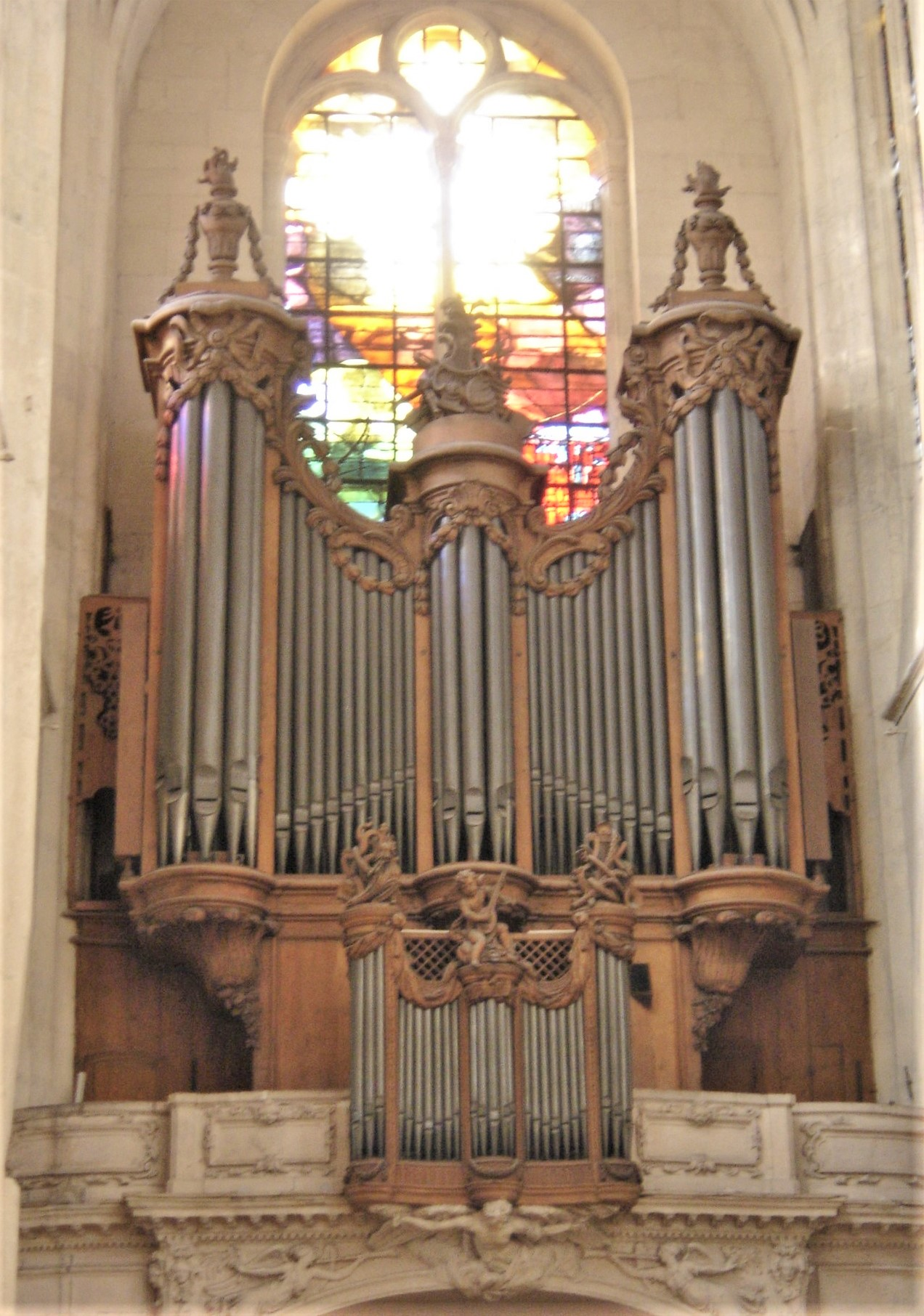
Orgel van de Saint-Servais

### De klavecimbelwerken
Op de eerste plaats heeft Louis Couperin zijn naam gevestigd in de muziekhistorie met zijn 132 klavecimbelwerken. De meeste van deze werken zijn bewaard gebleven in het zogenaamde Bauyn-manuscipt dat in het bezit is van de Bibliothèque Nationale te Parijs. Het manuscript is een kopie van Couperins werken, gemaakt na zijn dood, met de duidelijke bedoeling al de werken die van hem bekend waren te bewaren. Daarnaast zijn er een stuk of tien andere manuscripten met zijn werken. Deze werken zijn volgens toonaard door de uitvoerder tot suites te groeperen. De suitedelen, veelal gestileerde dansvormen, worden dan voorafgegaan door een prélude non mesuré. Couperins klavecimbelwerken geven niet alleen blijk van grote vakmanschap, maar onderscheiden zich ook door hun onverwachte akkoorden, muzikale uitbarstingen, buitengewone frases en cadensen die nog steeds uitzonderlijk klinken.

### De orgelwerken
In 1957 verwierf de Engelse verzamelaar Guy Oldham een manuscript dat onder andere zeventig orgelstukken van Couperin bevatte. Slechts twee bekende werken maakten van deze verzameling deel uit, de rest was onbekend. De stukken vormen een brug tussen de post-renaissancistische polyfone stijlen en de nieuwe baroktaal. De stukken waren tot dan toe niet gepubliceerd. Guy Oldham heeft ze getranscribeerd, voor uitgave geschikt gemaakt, in 2003 gepubliceerd en daarmee vrijgegeven voor uitvoering.

## Geselecteerde discografie
- Complete opname van de klavecimbelwerken door Davitt Moroney (op historische klavecimbels van Albert Delin (1768), Jan Couchet (1671) en Père Bellot (1729); Harmonia Mundi, 4 cd's 1901124.27)
- Complete opname: Les Pièces de Clavessin de Mr. Louis Couperin door Blandine Verlet (klavecimbel van Hans Ruckers II, 1624; Astrée)
- Het oeuvre voor orgel door Davitt Moroney (orgel van Jean Boizard (1714) in de abdij van Saint-Michel-en-Thiérache; 3 cd's Tempéraments TEM 316001-2-3)
- Suite in d door Gustav Leonhardt (op Philips 420 939-2)
- Pièces de Clavecin door Bob van Asperen (anon. 17e-eeuws klavecimbel; Aeolus AE 10094)
- Pièces d'Orgue door Pieter Dirksen (orgel van Andries Severijn (1650) in de Sint-Martinuskerk te Cuijk; Toccata TRR 99012)